# Edward Kozikowski
Edward Kozikowski (ur. 13 listopada 1891 w Warszawie, zm. 14 września 1980 w Katowicach) – polski poeta i prozaik.

## Życiorys
Syn Leopolda i Emilii z Krokoszyńskich. Od 1901 r. uczęszczał do szkoły realnej im. Józefa Pankiewicza, następnie z powodu udziału w strajku szkolnym został przeniesiony w 1905 r. do gimnazjum im. gen. Pawła Chrzanowskiego przy ul. Smolnej i od 1907 r. − gimnazjum im. E. Konopczyńskiego, gdzie w 1911 r. zdał maturę. W grudniu 1912 r. podjął studia na Uniwersytecie Ludowym im. Adama Mickiewicza w Krakowie. Od 1914 r. studiował na Wydziale Humanistycznym Uniwersytetu Warszawskiego. 
Debiutował w 1913 r. na łamach „Kuriera Warszawskiego” jako poeta wierszem W poszukiwaniu. Wraz z Emilem Zegadłowiczem był założycielem grupy poetów beskidzkich Czartak. W 1919 r. był kierownikiem literackim teatru pracowników Ministerstwa Poczt i Telegrafów pn. Wesoły Gołębnik w Warszawie. W 1921 r. ogłosił tomik poezji Płomyk świecy. Był delegatem na zjazd Związku Zawodowego Literatów Polskich 4 lutego 1922 r. w Warszawie. Pracował jako urzędnik w Elektrowni Miejskiej w Warszawie. W latach 1920–1935 był sekretarzem warszawskiego oddziału Związku Zawodowego Literatów Polskich, a w latach 1935–1939 sekretarzem generalnym Zarządu Głównego ZZLP. 
W okresie okupacji niemieckiej działał w podziemiu kulturalnym. Po upadku powstania warszawskiego przebywał w Grodzisku Mazowieckim, a potem w Milanówku.
Od marca 1945 r. pracował jako naczelnik biura organizacji w Departamencie Literatury Ministerstwa Kultury i Sztuki. Od października 1945 do sierpnia 1946 r. oraz w latach 1949–1951 był kierownikiem literackim Teatru Dolnośląskiego w Jeleniej Górze. Zorganizował Dolnośląski Oddział ZLP i był jego prezesem w 1946–1951. Był też radnym Powiatowej Rady Narodowej. W tym czasie pełnił funkcję redaktora literackiego miesięcznika Śląsk. Po powrocie w 1952 r. do Warszawy, pracował jako dyrektor, następnie wicedyrektor Stowarzyszenia Autorów „ZAiKS”. Od 1978 r. mieszkał w Katowicach.
Zmarł w Katowicach, pochowany na cmentarzu ewangelickim przy ul. Francuskiej.

## Twórczość
- Henryk Sienkiewicz. 1846–1916, Warszawa 1916,
- Tęsknota ramy okiennej, Warszawa 1922,
- Niam – Niam. Antologia poezji murzyńskiej. W:Wadowice 1923,
- Koniec Hortensji Europy. Poezje, Warszawa 1924,
- Wymarsz świerszczów. Poezje beskidzkie, Warszawa 1925,
- W towarzystwie wierzby, Poznań 1929,
- Pamiętnik Związku Zawodowego Literatów Polskich w Warszawie, Warszawa 1931,
- Pięciokłos. Poezje zebrane, Warszawa 1937,
- Mowa ludzka, Warszawa 1951 (poezje),
- O Jędrzeju Wowrze, snycerzu beskidzkim. Wspomnienia, szkice, wiersze i opowiadania, Warszawa 1957 – napisane wspólnie z Emilem Zegadłowiczem,
- Między prawdą a plotką. Wspomnienia o ludziach i czasach minionych, Kraków 1961,
- Więcej prawdy niż plotki. Wspomnienia o pisarzach czasów minionych. Warszawa 1964,
- Portret Zegadłowicza bez ramy. Opowieść biograficzna na tle wspomnień osobistych. Warszawa 1966,
- Wertepami i gościńcem. Wiersze wybrane 1921–1951. Kraków 1967,
- Parandowski. Warszawa 1967 (szkic),
- Od Prusa do Gojawiczyńskiej, Warszawa 1969 (szkic),
- Łódź i pióro. Wspomnienia o pisarzach pochodzących z Łodzi bądź z Łodzią związanych, Łódź 1972,
- Wiersze wybrane. Wyboru dokonał J. Kajtoch, Wrocław 1985, ISBN 83-08-01388-0.

## Ordery i odznaczenia
- Krzyż Komandorski Orderu Odrodzenia Polski (1966)[4]
- Srebrny Wawrzyn Akademicki (5 listopada 1935)[5]
- Medal 10-lecia Polski Ludowej (19 stycznia 1955)[6]

## Upamiętnienie
14 września 1983 r. odsłonięto tablicę pamiątkową na domu, w którym mieszkał w Jeleniej Górze.